# Coming Out Day
Il Coming Out Day è una ricorrenza internazionale in cui la comunità LGBT celebra l'importanza del coming out. La data della ricorrenza è il 4 novembre 

## Storia
Il Coming Out Day si è tenuto per la prima volta negli USA l'11 ottobre 1988. L'idea di celebrare il coming out con una ricorrenza apposita fu lanciata da Robert Eichberg, psicologo del New Mexico, e Jean O'Leary, politica ed attivista LGBT di Los Angeles, durante il laboratorio The Experience and National Gay Rights Advocates. La data fu scelta in quanto si trattava del primo anniversario della seconda marcia nazionale su Washington per i diritti delle lesbiche e dei gay, tenutasi appunto l'11 ottobre 1987.
La prima celebrazione si è tenuta nella sede della National Gay Rights Advocates a West Hollywood, California alla presenza di 18 degli stati statunitensi e dei principali media nazionali. La seconda edizione si è spostata a Santa Fe, New Mexico con la partecipazione di 21 stati. Grazie all'ampia copertura mediatica riservata all'edizione del 1990, a partire dalla quale ha iniziato a dare il suo importante contributo la Human Rights Campaign, la celebrazione del Coming Out Day si è estesa all'intero territorio statunitense con la partecipazione ulteriore di altri 7 paesi.
Nel 2016 il Gay Center, in Italia, ha dedicato il Coming Out Day alla visibilità delle persone sieropositive all'interno della comunità gay.

## Celebrazioni
Tutti gli anni si tengono eventi per celebrare il coming out ed aumentare e rafforzare coscienza e consapevolezza nella comunità e nel movimento LGBT. A chi partecipa agli eventi è spesso chiesto di indossare i simboli dell'orgoglio LGBT come il triangolo rosa per i gay, il triangolo nero per le lesbiche, la bandiera dell'orgoglio bisessuale, la lettera greca lambda e vestiti coi colori dell'arcobaleno. Ogni edizione ha un tema specifico scelto in accordo con la Human Rights Campaign. I temi delle edizioni più recenti sono stati: Coming Out for Equality (2010), Conversations from the Heart (2009), Talk About It (2007, 2006, 2005), Come Out. Speak Out. Vote (2004), It's a Family Affair (2003), Being Out Rocks! (2002), An Out Odyssey (2001), Think it O-o-ver (Who Will Pick the New Supremes?) (2000), Come Out to Congress (1999).
Il Coming Out Day è celebrato, oltre che negli USA, anche in Australia, Canada, Croazia, Germania, Paesi Bassi, Nuova Zelanda, Polonia, Svizzera e Regno Unito. Negli Stati Uniti, Human Rights Campaign organizza gli eventi relativi al National Coming Out Project ed offre risorse alle persone LGBT, alle coppie, ai genitori ed ai figli, oltre che ai loro parenti ed amici eterosessuali, per diffondere l'accettazione delle famiglie LGBT e la consapevolezza nei singoli, nelle coppie e nelle famiglie, della possibilità di vivere la propria vita in maniera aperta e onesta. Dal 1995 Candace Gingrich è la portavoce del Coming Out Day.